# San Gabriel (kommun)
San Gabriel är en kommun i Mexiko.   Den ligger i delstaten Jalisco, i den södra delen av landet, 500 km väster om huvudstaden Mexico City. Antalet invånare är 14 939.
Följande samhällen finns i San Gabriel:
- San Gabriel
- Alista
- Las Primaveras Invernadero
- La Guadalupe
- Los Ranchitos
- San Isidro
- El Jardín
- Los Camichines